# Eugryllacris comotti
Eugryllacris comotti är en insektsart som först beskrevs av Griffini 1908.  Eugryllacris comotti ingår i släktet Eugryllacris och familjen Gryllacrididae. Inga underarter finns listade i Catalogue of Life.